# Max Walsleben
Max Walsleben, né le 23 juin 1990 à Potsdam, est un coureur cycliste allemand. Il est le frère cadet du Champion d'Allemagne de cyclo-cross, Philipp Walsleben. Il pratique, lui aussi, le cyclo-cross.

## Palmarès en cyclo-cross
- 2006-2007
  - 2e du championnat d'Allemagne de cyclo-cross juniors
- 2007-2008
  - 3e du championnat d'Allemagne de cyclo-cross juniors
- 2010-2011
  - 3e du championnat d'Allemagne de cyclo-cross espoirs

## Palmarès sur route

### Par années
- 2012
  - 4e étape du Tour de l'Oder
  - 2e de l'Erzgebirgsrundfahrt
  - 3e du Tour de l'Oder

### Classements mondiaux
| Année         | 2013 |
| ------------- | ---- |
| UCI Asia Tour | 258e |